# Opis obyczajów za panowania Augusta III
Opis obyczajów za panowania Augusta III – dzieło historyczne Jędrzeja Kitowicza, pisane pod koniec XVIII wieku i nieukończone przez autora, opublikowane w całości w latach 1840–1841 w Poznaniu.

## Zawartość utworu
Utwór opisuje kompleksowo życie codzienne i obyczaje różnych stanów w Polsce w poł. XVIII w. za panowania Augusta III Sasa. Wykracza w ten sposób poza ówczesną konwencję opisywania historii jako dziejów władców i sławnych postaci. Autor szczegółowo omawia kulturę materialną (ubiory, sprzęt, pojazdy, potrawy, broń) i zachowania (rodzinne, oficjalne, codziennie, świąteczne). Wykład podzielony jest na zagadnienia tematyczne, np. wiara, wychowanie dzieci, stan duchowny, palestra, wojsko, życie dworskie. Drobiazgowe opisy przekazywane są barwnym językiem, zawierają liczne anegdoty. Dzięki Opisowi obyczajów Kitowicz bywa traktowany jako jeden z prekursorów polskiej etnografii.

## Inscenizacja
W marcu 1990 krakowski Teatr STU zrealizował oparty na dziele Kitowicza spektakl Opis obyczajów, czyli jak zwyczajnie wszędzie się złe do dobrego miesza w reżyserii Mikołaja Grabowskiego. Przedstawienie odniosło sukces i rok później powstała wersja telewizyjna.